# Corações Sem Piloto
Corações Sem Piloto  é um filme brasileiro de 1944, dirigido por Luiz de Barros, que também assinou o roteiro ao lado de Gita de Barros. A direção de fotografia foi realizada por  Afrodísio de Castro. Foi produzido por Adhemar Gonzaga, a partir dos estúdios da Cinédia. O filme é baseado numa peça de vaudeville portuguesa. 

## Sinopse
Trata-se das aventuras amorosas do escultor Rondan (Luís Tito), com duas mulheres (Aimée e Antonieta Mattos)  casadas e descontentes como os seus casamentos. 

## Elenco
- Luís Tito ...Rondan[4]
- Aimée ...Elvira[4]
- Afonso Stuart ...Carvalhaes[5]
- Antonieta Mattos ...Violeta
- Nelma Costa ...Mocinha
- Juvenal Fontes ...Balsemão
- César de Alencar ...Renato
- Suzie O'Hara ...Marina
- Marlene ...Cantora
- Chocolate